# Zuclo
Zuclo är en ort och frazione i kommunen Borgo Lares i provinsen Trento i regionen Trentino-Sydtyrolen i Italien. 
Zuclo upphörde som kommun den 1 januari 2016 och bildade med den tidigare kommunen Bolbeno den nya kommunen Borgo Lares. Den tidigare kommunen hade 365 invånare (2015).